# Экономическая демография
Экономическая демография, отрасль демографии, изучающая влияние демографических процессов на экономику. Экономическая демография изначально рассматривала как влияние социально-экономических условий на демографические процессы, так и воздействие демографического фактора на социально-экономическую динамику. Еще в 1970-х гг. под экономической демографией понимали часть демографической науки, изучающую возрастно-половую структуру населения в связи с процессом производства и потребления. Однако постепенно первое направление (часто называемое прямым воздействием) стало объектом изучения «чистой» демографии, в то время как прерогативой экономической демографии стала экономическая оценка демографических процессов (обратное воздействие).

## История
Экономическая демография — сравнительно молодая наука, если учесть, что сам термин «демография» был введен только в XIX в. В 1940-х гг. исследования зарубежных ученых (в первую очередь американского демографа С. Вольфбайна) привели к появлению так называемых таблиц трудового периода, или таблиц экономической активности населения. Французский социолог А. Сови (автор понятия «третий мир») в 1960-х гг. изучал «рентабельность» поколения, хотя и весьма примитивными методами. В начале 1960-х гг. венгерский ученый Э. Валкович разработал весьма ценный метод экономических возрастных пирамид. В СССР в области экономической демографии отметились такие крупные статистики-демографы, как А. Я. Боярский, А. Г. Вишневский, Б. Ц. Урланис и С. Г. Струмилин. Острый интерес к демоэкономическим проблемам, имевший место в 1960-80-х гг. в СССР, в настоящее время практически сошел на нет. На Западе (в первую очередь в США) делается упор на эконометрические методы исследований, многочисленные, но не слишком плодотворные. Сейчас экономическая демография продолжает оставаться типичной «стыковой» дисциплиной, мало избалованной вниманием демографов и экономистов.

## Некоторые понятия и инструменты
Таблицы экономической активности отличаются от таблиц смертности тем, что рассматривают не всю численность гипотетического поколения(неуклонно уменьшающуюся в результате смертности), а только экономически активную(или занятую) его часть. В такой таблице число живущих в возрасте X с увеличением X может не только убывать, но и возрастать (из-за роста уровня экономической активности или занятости).
Демографические инвестиции — «расходы, идущие на поддержание или повышение уже достигнутого жизненного уровня меняющегося численно и структурно населения». В этом определении советского демографа А. Я. Кваши слово «повышение» методологически неуместно, так как к демографическим инвестициям относятся все затраты, нацеленные на сохранение (но не увеличение! иначе это уже социально-экономические инвестиции) данного уровня потребления и обусловленные любыми демографическими изменениями, как то: строительство новых родильных домов, дошкольных и образовательных заведений в случае роста рождаемости; расширение сети медицинских (в том числе геронтологических) учреждений и центров социальной защиты населения, учитывающее процесс старения населения и т. п.
Экономическая возрастная пирамида — распределение ВВП по полу и возрасту (например, сколько процентов ВВП произвели мужчины в возрасте 20-24 лет). Хотя она рассчитывается с рядом допущений, дает весьма ценную информацию, например, о производительности труда в разных возрастах.
Рентабельность поколения — отношение объема ВВП, произведенного данным поколением (реальным или условным) к полным затратам на потребление, воспитание и образование поколения. Разумеется, этот показатель должен быть больше 1.